# Johnny Russell
Jonathan "Johnny" Russell (ur. 8 kwietnia 1990 w Glasgow) – szkocki piłkarz występujący na pozycji napastnika w Sporting Kansas City.